# Ksar Lamaarka
O Ksar Lamaarka (em árabe: قصر المعاركة; em berbere: Ighreme N' Lamaarka) é um dos ksour (plural de ksar, "alcácer", fortaleza ou aldeia fortificada) construídos pelos primeiros sultões alauitas na região de onde eram originários, o Tafilete, no sudeste de Marrocos, no que é atualmente a comuna rural de Er-Rteb, na província de Errachidia da região administrativa de Drá-Tafilete. Foi construída em 1721 pelo sultão alauita Ismail ibne Xarife (r. 1672–1727) para alojar o seu filho Mulei Axarife.
O ksar está situado no palmeiral de Aoufous, no vale do Ziz, 50 km a sul da cidade de Errachidia, na margem direita (ocidental) do uádi Ziz, e constitui um dos elementos mais marcantes da paisagem da região, apesar de se encontrar muito arruinado devido aos efeitos da natureza e à falta da manutenção
O conjunto aruitetónico é composto por uma grande porta chamada Bab Jdid, com o mesmo estilo da Bab Mansur el Aleuj de Mequinez, um palácio chamado Dar Elkabira ("a grande casa") que está rodeado de um conjunto de casas unidas entre si, e de uma mesquita, formando um espaço compacto cercado por uma muralha com torres de vigia.